# Simonetta Sommaruga
Pour les articles homonymes, voir Sommaruga.
 (juillet 2021).
Si vous disposez d'ouvrages ou d'articles de référence ou si vous connaissez des sites web de qualité traitant du thème abordé ici, merci de compléter l'article en donnant les références utiles à sa vérifiabilité et en les liant à la section « Notes et références ».
Simonetta Sommaruga, née le 14 mai 1960 à Zoug (originaire de Lugano et d'Eggiwil), est une personnalité politique suisse, membre du Parti socialiste.
Ancienne députée du canton de Berne au Conseil national et au Conseil des États, elle exerce la fonction de conseillère fédérale entre 2010 et 2022, à la tête du Département fédéral de justice et police (DFJP) puis du Département fédéral de l'environnement, des transports, de l'énergie et de la communication (DETEC) de 2019 à 2022. Elle est présidente de la Confédération suisse en 2015 et 2020.

## Biographie
Simonetta Sommaruga naît le 14 mai 1960 à Zoug. Elle est originaire de Lugano, dans le canton du Tessin, et d'Eggiwil, dans le canton de Berne. Son père, Marco Sommaruga, vient du Tessin et occupe un poste de directeur à la Lonza, tandis que sa mère tient le foyer. Le diplomate Cornelio Sommaruga, ancien président du Comité international de la Croix-Rouge, est un parent éloigné.
Elle grandit avec deux frères et une sœur à Sins dans le canton d'Argovie. Elle fréquente le gymnase d'Immensee dans le canton de Schwyz et y obtient sa maturité en 1980. Elle suit ensuite des cours de piano à Lucerne, où elle obtient son diplôme d'enseignante en 1983, avant de se perfectionner à San Francisco et à Rome jusqu'en 1984. De 1988 à 1991, elle étudie parallèlement à son activité d'enseignante de piano au conservatoire de Lucerne et de concertiste l'anglais et l'espagnol à l'Université de Fribourg. Elle n'y achève qu'une demi-licence.
Elle est directrice de la Stiftung für Konsumentenschutz (Fondation pour la protection des consommateurs) de 1993 à 1999, poste qui contribue à la faire connaître en Suisse alémanique. Elle est ensuite présidente de la Fondation pour la protection des consommateurs de 2000 à 2010 et de l'organisation d'entraide Swissaid de 2003 à 2008.
Elle est mariée à l'écrivain Lukas Hartmann, et vit à Köniz.

## Parcours politique
Elle siège à l'exécutif de la commune de Köniz entre janvier 1998 et décembre 2005. Elle est élue au Conseil national en 1999 et au Conseil des États en 2003.
Le 11 août 2010, elle annonce sa candidature au Conseil fédéral afin de succéder à Moritz Leuenberger. Le groupe socialiste de l'Assemblée fédérale la retient sur le ticket officiel avec Jacqueline Fehr. Elle est élue le 22 septembre 2010 au quatrième tour de scrutin, devenant le 113e membre du Conseil fédéral de l'histoire. Le 27 septembre 2010, elle se voit attribuer le Département fédéral de justice et police.

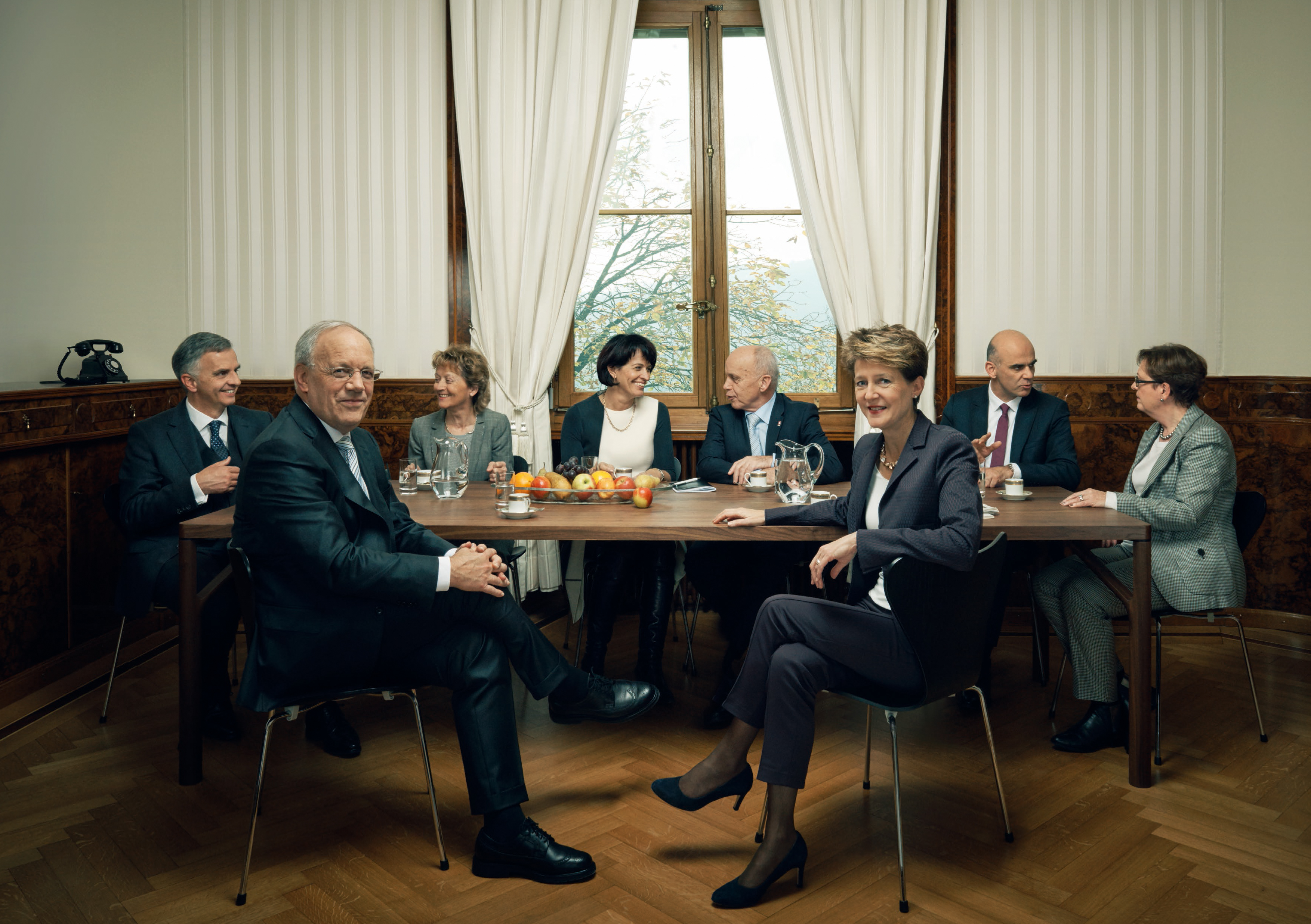
Le Conseil fédéral que Simonetta Sommaruga préside en 2015.

Le 3 décembre 2014, elle est élue présidente de la Confédération pour l'année 2015. Elle est de nouveau réélue au premier tour avec 182 voix sur 221 bulletins valables lors de l'élection au Conseil fédéral du 9 décembre 2015.
En avril 2016, elle défend la révision de la loi sur l'asile permettant d'exproprier afin de construire des centres pour requérants d'asile.
Le 10 décembre 2018, le Conseil fédéral procède à une redistribution des départements en son sein, à la suite de l'élection de deux nouvelles ministres le 5 décembre. Simonetta Sommaruga quitte à cette occasion le DFJP, que reprend la nouvelle conseillère fédérale Karin Keller-Sutter (PLR), pour diriger le Département fédéral de l'environnement, des transports, de l'énergie et de la communication.
Le 11 décembre 2019, elle est réélue conseillère fédérale par l'Assemblée fédérale avec 192 voix. Elle est également élue pour un second mandat à la présidence de la Confédération pour l’année 2020, avec 186 voix sur 200 valables.

### Fin de mandat
Le 2 novembre 2022, elle annonce sa démission du Conseil fédéral pour la fin de l'année. Elle indique que cette décision est intervenue plus tôt que prévu, en raison de l'attaque cérébrale dont a été récemment victime son mari.
Lors de sa dernière séance au gouvernement, elle propose de désigner le secrétaire général de son département, Matthias Raumsauer, comme représentant de la Confédération au sein du conseil d'administration de Swisscom à la place de Renzo Simoni, à qui elle fait part de « remontrances quant à sa défense des intérêts de la Confédération », relayées par le président dudit conseil d'administration dans une lettre. Celui-ci, tout comme le chef du Département fédéral des finances Ueli Maurer, défendant toutefois le maintien de M. Simoni à son poste jusqu'à la fin de son mandat et les résistances au sein du DETEC étant fortes, elle retire sa proposition,.

### Positionnement politique et bilan
Elle appartient à l'aile centriste de son parti.
Elle connaît deux échecs marquants au cours de son mandat au gouvernement : l'acceptation de l'initiative populaire « Contre l'immigration de masse » en février 2014 et le rejet en votation de la révision de la loi sur le CO2 en 2021, jugée trop compliquée et punitive. Elle réussit en revanche à réviser la loi sur l'asile, révision qui permet une accélération des procédures, à moderniser le droit de la famille et à promouvoir l'égalité salariale entre hommes et femmes,.
L'image de la bise appuyée que le président de la Commission européenne Jean-Claude Juncker lui fait en 2015, lors de sa première année présidentielle, à la suite d'une rencontre sur les relations bilatérales est largement commentée et même utilisée par l'UDC en campagne électorale dans le canton de Zurich,,,,,. Lors de sa seconde année présidentielle, elle fait un déplacement remarqué en juillet 2020 sur la ligne de front du Donbass,. Ses vœux de Nouvel An depuis la boulangerie de son quartier marquent également les esprits,,, jusqu'en France,,,.

### Activités après le Conseil fédéral
Elle devient en 2024 présidente de la fondation Equal salary, qui certifie l'égalité salariale entre hommes et femmes au sein des entreprises.

## Publications
- Für eine moderne Schweiz. Ein praktischer Reformplan, avec Rudolf Strahm, éd. Nagel & Kimche, Munich, 2005  (ISBN 3312003563)
- (de) [PDF] Gurtenmanifest für eine neue und fortschrittliche SP-Politik, manifeste de Gurten avec Henri Huber, Tobias Kästli et Wolf Linder, 10 mai 2001